# 阿蒙克 (紐約州)
阿蒙克（英語：Armonk）是美国纽约州威斯特徹斯特郡北城的小镇。根据2000年人口普查，该镇人口为3,461。
阿蒙克是跨國科技公司IBM、以及债券保险公司MBIA的總部所在地，也是保险公司瑞士再保险于美国的总部所在地。
史密斯酒馆是美國獨立戰爭的历史建筑和地标，它坐落于阿蒙克，是北城历史学会的总部。北城公共图书馆，是威切斯特县图书馆系统的成员，也位于阿蒙克。威普尔威尔乡村俱乐部位于阿蒙克，是威切斯特县最好的球场之一。

## 地理位置
阿蒙克位于41°7′43″N 73°42′28″W / 41.12861°N 73.70778°W (41.128631, -73.707886).
根据美国人口普查局，由政府指定的6.1平方英里（15.8平方公里）的所有地区上，水占0.04平方英里(0.1平方公里) (0.65%).